# Styloniscus riversdalei
Styloniscus riversdalei är en kräftdjursart som först beskrevs av Barnard 1932.  Styloniscus riversdalei ingår i släktet Styloniscus och familjen Styloniscidae. Inga underarter finns listade i Catalogue of Life.